# China Open 2005 (Badminton)
Die China Open 2005 im Badminton fand vom 8. bis zum 13. November 2005 in Guangzhou, Volksrepublik China, statt. Das Preisgeld betrug 250.000 US-Dollar.

## Sieger und Platzierte
| Disziplin    | Gold                         | Silber                               | Bronze                          |
| ------------ | ---------------------------- | ------------------------------------ | ------------------------------- |
| Herreneinzel | Chen Hong                    | Bao Chunlai                          | Peter Gade                      |
| Herreneinzel | Chen Hong                    | Bao Chunlai                          | Chen Jin                        |
| Dameneinzel  | Zhang Ning                   | Xie Xingfang                         | Wang Yihan                      |
| Dameneinzel  | Zhang Ning                   | Xie Xingfang                         | Wang Chen                       |
| Herrendoppel | Sigit Budiarto Candra Wijaya | Jens Eriksen Martin Lundgaard Hansen | Lars Paaske Jonas Rasmussen     |
| Herrendoppel | Sigit Budiarto Candra Wijaya | Jens Eriksen Martin Lundgaard Hansen | Alvent Yulianto Luluk Hadiyanto |
| Damendoppel  | Yang Wei Zhang Jiewen        | Gao Ling Huang Sui                   | Zhang Dan Zhang Yawen           |
| Damendoppel  | Yang Wei Zhang Jiewen        | Gao Ling Huang Sui                   | Lee Hyo-jung Lee Kyung-won      |
| Mixed        | Nathan Robertson Gail Emms   | Lee Jae-jin Lee Hyo-jung             | Jens Eriksen Mette Schjoldager  |
| Mixed        | Nathan Robertson Gail Emms   | Lee Jae-jin Lee Hyo-jung             | Zheng Bo Zhao Tingting          |

## Finalresultate
| Disziplin    | Sieger                       | Finalist                             | Ergebnis            |
| ------------ | ---------------------------- | ------------------------------------ | ------------------- |
| Herreneinzel | Chen Hong                    | Bao Chunlai                          | 15:12, 8:15, 15:9   |
| Dameneinzel  | Zhang Ning                   | Xie Xingfang                         | 3:11, 11:4, 11:8    |
| Herrendoppel | Sigit Budiarto Candra Wijaya | Jens Eriksen Martin Lundgaard Hansen | 17:16, 11:15, 15:13 |
| Damendoppel  | Yang Wei Zhang Jiewen        | Gao Ling Huang Sui                   | 15:10, 15:4         |
| Mixed        | Nathan Robertson Gail Emms   | Lee Jae-jin Lee Hyo-jung             | 15:10, 15:10        |